# فوك أوبرادوفيتش
فوك أوبرادوفيتش (بالصربية: Вук Обрадовић)‏ هو عسكري وسياسي صربي، ولد في 11 أبريل 1947 في صربيا، وتوفي في 13 فبراير 2008 في بلغراد في صربيا. انتخب نائب رئيس وزراء صربيا ‏ (25 يناير 2001 – 11 يونيو 2001).